# Prosymna visseri
Prosymna visseri är en ormart som beskrevs av Fitzsimons 1959. Prosymna visseri ingår i släktet Prosymna och familjen snokar. Inga underarter finns listade i Catalogue of Life.
Denna orm förekommer i sydvästra Angola och nordvästra Namibia. Arten lever i kulliga områden och i bergstrakter mellan 200 och 1000 meter över havet. Habitatet utgörs av savanner och klippiga områden som domineras av trädet mopane (Colophospermum mopane). Dessutom besöks buskskogar. Honor lägger ägg.
För beståndet är inga hot kända. Hela populationen anses vara stabil. IUCN listar arten som livskraftig (LC).